# Mariano Díaz Díaz
Mariano Díaz Díaz (Villarejo de Salvanés, 17 de setembre de 1939 - 5 d'abril de 2014) va ser un ciclista espanyol que fou professional entre 1965 i 1971.
Com a ciclista amateur va prendre part en els Jocs Olímpics de 1964, on va prendre part en dues proves del programa de ciclisme. Fou vuitè en la prova en ruta per equips i trenta-dosè en la prova en ruta individual.
Durant la seva carrera aconseguí 15 victòries, entre les quals destaca la Volta a Catalunya de 1969, la Setmana Catalana de 1968, dues etapes a la Volta a Espanya i una al Tour de França.

## Palmarès
- 1963
  - 1r de la Volta Ciclista a Navarra
- 1964
  - 1r de la Volta Ciclista a Navarra
- 1965
  - 1r del Tour de l'Avenir
  - 1r de la Vuelta a los Puertos
  - 1r de la Volta Ciclista a Navarra
- 1966
  - 1r de la Vuelta a los Valles Mineros
- 1967
  - Vencedor d'una etapa a la Volta a Espanya i 1r del Gran Premi de la Muntanya
- 1968
  - 1r de la Volta a Llevant
  - 1r de la Setmana Catalana de Ciclisme
- 1969
  -  1r de la Volta a Catalunya
  - 1r del Gran Premi de Santander
  - Vencedor d'una etapa al Tour de França
  - Vencedor d'una etapa a la Volta a Espanya
  - Vencedor d'una etapa a la Volta a Suïssa

### Resultats a la Volta a Espanya
- 1966. 14è de la classificació general
- 1967. 9è de la classificació general. Vencedor d'una etapa. 1r del Gran Premi de la Muntanya
- 1969. 28è de la classificació general. Vencedor d'una etapa

### Resultats al Tour de França
- 1966. 20è de la classificació general
- 1967. Abandona (18a etapa)
- 1969. Abandona (17a etapa). Vencedor d'una etapa

### Resultats al Giro d'Itàlia
- 1968. 13è de la classificació general